# Productos animales en los fármacos
Los productos animales en los productos farmacéuticos juegan un papel como ingredientes activos e inactivos, estos últimos incluyen aglutinantes, vehículos, estabilizadores, rellenos y colorantes. Los animales y sus productos también se pueden utilizar en la producción farmacéutica sin estar incluidos en el producto en sí.
Las preocupaciones religiosas, culturales y éticas de los pacientes y la divulgación de ingredientes animales en los productos farmacéuticos son un área de creciente preocupación para algunas personas. Estos incluirían personas que se rigen por el veganismo ("veganos"), la práctica de abstenerse del uso de productos animales. Los medicamentos veganos son medicamentos y suplementos dietéticos que no tienen ningún ingrediente de origen animal. El estatus vegano se puede determinar mediante la autoproclamación de la empresa o la certificación de una organización externa, como la Vegan Society o PETA.

## Deseo de informar sobre los ingredientes
Existe interés público en saber si los medicamentos y suplementos contienen ingredientes de origen animal. En un estudio de 100 personas, el 84% informó no saber que varios medicamentos contenían ingredientes derivados de fuentes animales. Casi el 63% de las personas querían que sus médicos y el 35% de las personas quisieran que otros proveedores de atención médica (farmacéuticos, enfermeras) les notificaran cuando usaban dichos medicamentos. Existen alternativas para muchos ingredientes de origen animal, y los proveedores de atención médica están incorporando cada vez más conciencia sobre los medicamentos sin animales en su práctica médica.

Un estudio de 2013 en BMC Medical Ethics se puso en contacto con ramas de seis de las religiones más grandes del mundo. De las seis religiones contactadas, los encuestados de tres no aceptaron ni aprobaron el uso de productos animales en productos farmacéuticos. Los autores concluyeron que:
... los códigos religiosos entran en conflicto con algunos regímenes de tratamiento. Es fundamental obtener el consentimiento informado de los pacientes para el uso de medicamentos e implantes con contenido de origen animal o humano. Sin embargo, la información sobre el origen de los ingredientes de los medicamentos no siempre está disponible para los profesionales de la salud.
De manera similar, un análisis de BMJ de 2014 sobre el tema discutió la falta de información sobre los ingredientes disponibles para los médicos. Según el artículo, "La mayoría de los medicamentos recetados en atención primaria contienen productos derivados de animales" y "La divulgación del contenido animal y los excipientes ayudaría a los pacientes a tomar una decisión personal informada"

## Ingredientes activos en medicamentos y suplementos dietéticos.

### Biomedicina
- La insulina de ganado bovino y porcino se ha utilizado desde la década de 1920 y fue la forma predominante de insulina utilizada durante décadas. La primera insulina humana sintética se creó utilizando bacterias en 1978.[10] En los Estados Unidos, la fabricación de insulina bovina se interrumpió en 1998 y la fabricación de insulina porcina se interrumpió en 2006.[11]
- Premarin, una terapia de reemplazo hormonal, es un estrógeno conjugado . Primero estuvo disponible en forma de una preparación fabricada a partir de la orina de yeguas preñadas. Ahora también se fabrica como un producto totalmente sintético.[12][13]

### Suplementos dietéticos
- La glucosamina, utilizada en los suplementos dietéticos comercializados para la osteoartritis, se extrae de la quitina de los mariscos.[14] También se encuentra disponible glucosamina de origen no animal.[15]
- El cartílago como suplemento dietético es, por definición, de origen animal. El cartílago de tiburón se comercializa explícita o implícitamente como tratamiento o preventivo de diversas enfermedades, incluido el cáncer. No existe consenso en cuanto a que el cartílago de tiburón sea útil para tratar o prevenir el cáncer u otras enfermedades.[16]

### Medicina tradicional china
La Medicina Tradicional China (MTC) utiliza aproximadamente 1,000 especies de plantas y 36 especies de animales. Los ingredientes animales en la medicina tradicional china incluyen partes de animales como huesos de tigre, cuernos de rinoceronte, cuernos de venado y bilis de serpiente. El uso de partes de animales en la medicina tradicional china se ha relacionado definitivamente con la extinción de la vida silvestre. Un ejemplo de este vínculo es el comercio de pangolines, que ha llevado al pangolín a ser llamado el "mamífero más traficado" del mundo. En 2020, las escamas de pangolín se eliminaron de la lista china de ingredientes aprobados para su uso en la Medicina Tradicional China.

### Medicina Homeopática

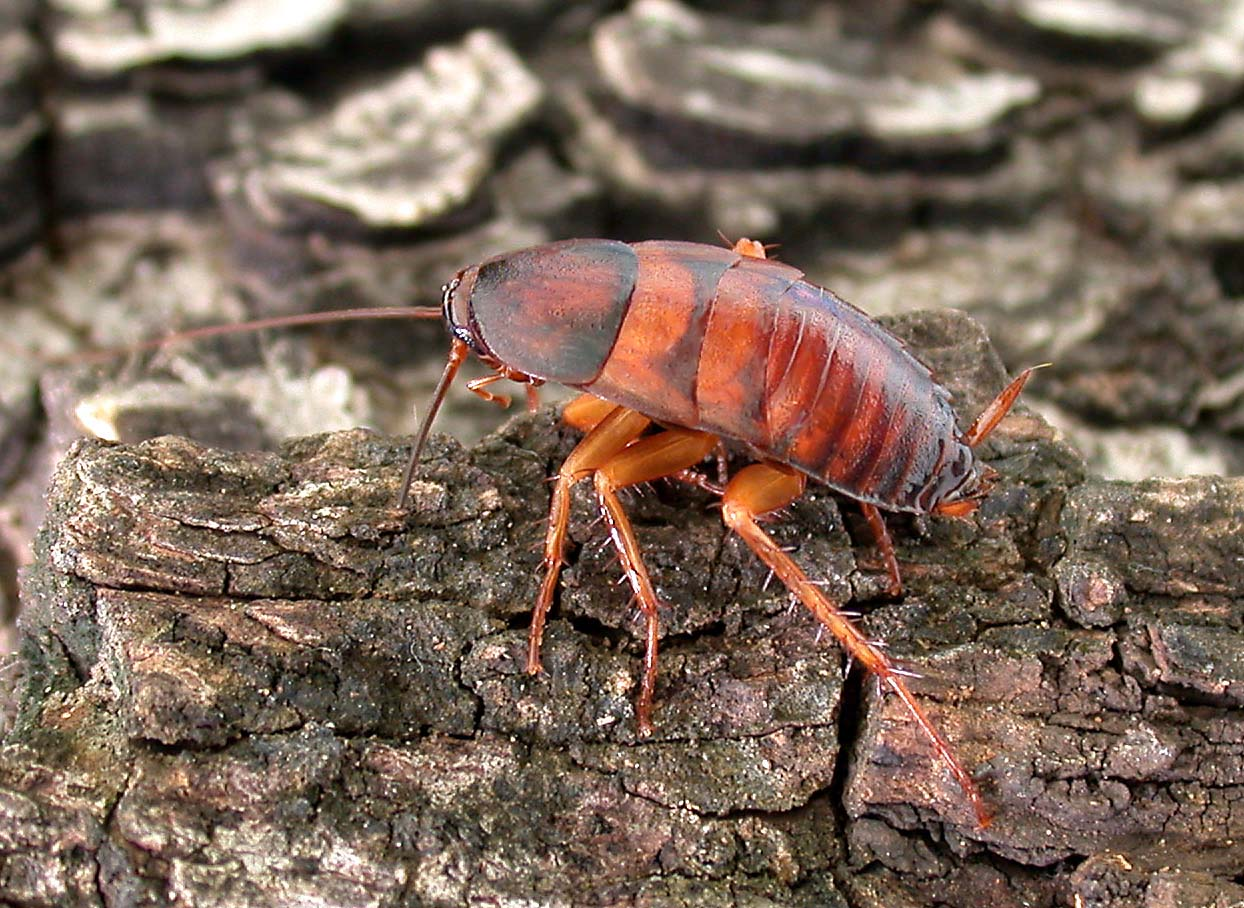
Blatta Orientalis

La medicina homeopática está hecha de plantas, minerales o partes de animales. Oscillococcinum, un remedio destinado a reducir los síntomas del resfriado y la gripe, está hecho de corazón e hígado de pato. También se utilizan insectos en la medicina homeopática, como Blatta orientalis, un tipo de cucaracha que los homeópatas han estudiado por sus efectos antiasmáticos.

## Ingredientes inactivos
- La gelatina se deriva de la piel, los huesos y los tejidos de animales, con mayor frecuencia de los cerdos o la carne de res.[25] No existe una forma práctica de determinar si la gelatina utilizada en los productos farmacéuticos es de origen de vacuno o bobino. Se utiliza principalmente para cápsulas de gel y como estabilizantes para vacunas.[26] Las alternativas a la gelatina no derivadas de animales incluyen pectina como agente gelificante o celulosa para crear cápsulas.[27]
- La lactosa se deriva de la leche de vaca y es un relleno o aglutinante de uso frecuente en tabletas y cápsulas.[28]
- El estearato de magnesio es el emulsionante, aglutinante, espesante o lubricante más comúnmente utilizado. Puede derivarse del ácido esteárico de origen animal o vegetal,[29] aunque más comúnmente se obtiene del aceite de semilla de algodón o aceite de palma.[30]
- El sebo de sodio es un ingrediente de jabón común derivado del sebo, la grasa de animales como el ganado vacuno y ovino.[31] Una alternativa popular a este ingrediente es el palmato de sodio, que se deriva del aceite de palma.[32] El jabón es un producto farmacéutico según la Administración de Drogas y Alimentos de los Estados Unidos.[33]
- La goma laca es una resina excretada por insectos hembra de la especie Kerria lacca . Se utiliza como agente de glaseado en pastillas.
- El carmín, derivado de los escarabajos de la cochinilla triturados, es una sustancia roja o violeta comúnmente utilizada en productos farmacéuticos. La evidencia muestra que puede ser alergénico.[34][35] El carmín es un alérgeno según la Administración de Drogas y Alimentos de los EE. UU. (FDA).[36] La FDA exige que este ingrediente se declare en alimentos y cosméticos, pero no en productos farmacéuticos.[37][38]

## Uso animal durante el desarrollo o producción de productos.
Un problema diferente es el uso de animales como medio de prueba inicial durante el desarrollo del fármaco o la producción real. Los principios para un uso más ético de los animales en las pruebas son las Tres R descritas por primera vez por Russell y Burch en 1959. Estos principios se siguen ahora en muchos establecimientos de pruebas en todo el mundo.
1. La sustitución se refiere al uso preferido de métodos no animales sobre los métodos animales siempre que sea posible lograr el mismo objetivo científico.
2. La reducción se refiere a métodos que permiten a los investigadores obtener niveles comparables de información de menos animales u obtener más información del mismo número de animales.
3. El refinamiento se refiere a métodos que alivian o minimizan el dolor, el sufrimiento o la angustia potenciales y mejoran el bienestar animal de los animales utilizados.

La sangre de vaca se utiliza en la fabricación de vacunas. Los microorganismos para la fabricación de vacunas se cultivan en condiciones controladas en soluciones líquidas ("medios") que proporcionan los nutrientes necesarios para el crecimiento. Estos pueden incluir plasma de vaca. Los huevos de gallina se utilizan en el proceso de producción de algunas vacunas. Para la vacunación contra la influenza existen alternativas sin huevo.

## Otras lecturas
- Medicamentos derivados de productos animales Archivado el 26 de enero de 2021 en Wayback Machine. - Rotherham NHS foundation trust

- Información sobre ingredientes de origen animal en medicamentos difíciles de obtener Archivado el 9 de octubre de 2020 en Wayback Machine. en The Pharmaceutical Journal